# ساموئل بولز
ساموئل استبینز بولز (Samuel Stebbins Bowles) (زادهٔ ۱ ژوئن ۱۹۳۹)، اقتصاددان آمریکایی و استاد بازنشسته افتخاری در دانشگاه ماساچوست در امهرست است، جاییکه او به تدریس اقتصاد خرد و نظریه نهادها ادامه می‌دهد. کار او بیشتر متعلق به سنت تفکر اقتصادی نئو-مارکسی (بعضاً از آن به پسا-مارکسی نیز یاد می‌گردد) است. با این حال، نگرش او نسبت به مسائل اقتصادی یک نگرش التقاط‌گرای بوده و برگرفته شده از مکاتب فکری متنوع، از جمله آنچه او و دیگران به آن اقتصاد پسا ولراسی می‌گویند، می‌باشد.

## زندگی‌نامه
بولز، پسر سفیر ایالات متحده و فرماندار ایالت کنِتیکت چیستر بولز، در ۱۹۶۰ میلادی با دریافت مدرک BA از دانشگاه ییل فارغ‌التحصیل گردید، او در این جریان، یکی از بنیان‌گذاران گروه هم‌خوانان روسی ییل (Yale Russian Chorus) بوده و در سفرهای اولیه این گروه به اتحاد جماهیر شوروی سوسیالیستی شرکت کرد. متعاقب آن، او مدرک دکترای تخصصی خود را در ۱۹۶۵ میلادی در رشته اقتصاد با تکمیل رساله‌ای تحت عنوان تخصیص مؤثر منابع در آموزش: یک مدل برنامه‌ریزی با کاربرد در نیجریه شمالی، از دانشگاه هاروارد کسب کرد. دانشکده اقتصاد دانشگاه ماساچوست در امهرست، جاییکه بولز تا ۲۰۰۱ میلادی تدریس می‌کرد، در ۱۹۷۳ میلادی او و هربرت جینتیس، استیفن رزنیک، ریچارد دی. وولف و ریچارد ادوارد را به عنوان بخشی از یک «بسته بنیادی» استخدام نمود. اکنون بولز استاد اقتصاد در دانشگاه سیه‌نا در ایتالیا و همچنین استاد پژوهشی آرتور اشپیگل و رئیس برنامه علوم رفتاری در مؤسسه سنتا فه در سنتا فه، نیومکزیکو است. افزون بر آن‌ها، بولز همواره به تدریس برنامه‌های آموزشی اقتصاد خرد در سطح فوق لیسانس در دانشگاه ماساچوست در امهرست ادامه می‌دهد.
بولز در ۲۰۰۶ میلادی جایزه لئونتیف را برای دستاوردهای چشم‌گیر خود در حوزه نظریه اقتصادی از جانب مؤسسه توسعه جهانی و محیط‌زیست به‌دستاورد. در ۲۰۲۰ میلادی او عضو منتخب فرهنگستان هنر و علوم آمریکا بود.

## کارها
بولز آن عده از نظریات اقتصادی را که می‌گویند بازار آزاد و نابرابری اقتصادی کارایی را به حداکثر می‌رساند، به چالش کشیده و استدلال نموده‌است که مشوق‌های مالی بر مبنای منفعت-شخصی می‌تواند رفتاری را ایجاد نماید که ناکافی بوده و به جنبه اخلاقی جامعه لطمه وارد نماید. او همچنین مدعی شده‌است که اقتصادهای دارای نابرابری کمتر مانند کشورهای آسیایی، نسبت به اقتصادهای که نابرابری بیشتر دارند مانند کشورهای آمریکای لاتین، عملکرد بهتری داشته‌اند.

### کارهای علمی و حوزه‌های مورد علاقه
در وبسایت خود در مؤسسه سنتا فه، او دو حوزه علمی اصلی مورد علاقه خود را بیان می‌کند که نخستین آن، «تکامل موازی رجحان‌ها، مؤسسات و رفتار، با تأکید بر مدل‌سازی و مطالعه تجربی تکامل فرهنگی، اهمیت و تکامل انگیزه‌های غیرخودبینانه در تشریح رفتار و اعمال این مطالعات بر حوزه‌های سیاست‌گذاری مانند حقوق مالکیت فکری، اقتصادِ آموزش و تدبیرهای سیاسی دولت در برنامه‌های توزیع مجدد»؛ و دومین حوزه مورد علاقه وی شامل «علت‌ها و پیامدهای نابرابری اقتصادی، با تأکید بر رابطه میان نابرابری‌ها در ثروت، قراردادهای غیرکامل و مدیریت معاملات اقتصادی در بنگاه‌ها، بازارها، خانواده‌ها و اجتماع‌ها» است.
بولز با همکار سابق خود هربرت جینتیس (یکی دیگر از اساتید بازنشسته افتخاری دانشگاه ماساچوست در امهرست) به‌طور مکرر همکاری دارد و مارتین لوتر کینگ جونیور از هر دو ی آن‌ها تقاضا نمود تا در مورد زمینه راه‌پیمایی ۱۹۶۸ مردمان فقیر، مقاله‌ای بنویسند. به علاوه، او در شبکه پژوهشی رجهان‌های مک‌آرتور، شبکه پژوهشی مک‌آرتور در مورد تأثیرات نابرابری بر عملکرد اقتصادی و برنامه علوم رفتاری مؤسسه سانتا فی کار نموده و مورد حمایت آن‌ها قرار دارد. بولز یکی از بنیان‌گذاران ابتکار اصلاحات برنامه درسی اقتصاد تحت عنوان پروژه CORE (CORE Project) بود، پروژه‌ای که به دنبال تجدید برنامه درسی لیسانس اقتصاد و شامل نمودن موضوعاتی چون ایثار، نابرابری و اقتصاد محیط زیست بود. او عضو هیئت رهبری این گروه است. این گروه یک کتاب‌درسی تحت عنوان اقتصاد را منتشر نمود که به‌طور رایگان و باز برای همه در اینترنت در دسترس بوده و بولز یکی از نویسندگان آن است.
بولز نویسنده مقالات و کتاب‌های علمی متعددی است، از جمله گونه‌های تعاونی. بده و بستان انسان و تکامل آن (۲۰۱۱ میلادی) و مدرسه در آمریکای کاپیتالیست که برای بار نخست در ۱۹۷۶ میلادی منتشر گردید.

### خودخواهی در مقابل ایثار
بولز به تازگی روش ایجاد انگیزش در میان مردم از طریق خودخواهی و اشتیاق برای به حداکثر رساندن درآمد خود و مقایسه آن با ایثار و اشتیاق برای انجام یک کار خوب و تحسین شدن توسط دیگران، را مورد مطالعه قرار داده‌است. مردم نه تنها برای منافع مادی، بلکه برای «ساختن یک فرد متین، آزاد و نجیب از خود» کار می‌کنند.
مطالعات رفتاری پیشنهاد می‌نمایند که «اگر مشوق‌های اقتصادی این علامت را برسانند که خودخواهی یک واکنش مناسب است، این مشوق‌ها نتیجه برعکس خواهند داشت» و «آن ارزش‌های اخلاقی که باعث می‌شوند تا مردم با ایثار عمل نمایند، را تضعیف خواهند کرد». بولز مثالی از مرکز مراقبت روزانه کودکان در حیفا را می‌دهد، جاییکه جریمه‌ای برای آن عده از والدینی که دیرتر برای برداشتن کودکانشان از این مرکز می‌آمدند، وضع شده بود. والدین به‌جای این‌که از دیر آمدن خودداری نمایند، با دوچند کردن این زمان دیر رسیدن خود، واکنش نشان دادند. پس از ۱۲ هفته، این جریمه لغو شد، اما از زمان تأخیری کاسته نشد. از نظر بولز، این مثال یک «تشریک مساعی منفی» میان مشوق‌های اقتصادی و رفتار اخلاقی را به‌خوبی تشریح می‌نماید، او همچنین افزود: «به نظر می‌رسد که این جریمه حس والدین مبنی بر مکلفیت اخلاقی آن‌ها برای خودداری از معذب کردن استادان را تضعیف نموده‌است و باعث شده‌است تا آن‌ها تأخیری را فقط به عنوان یک کالای دیگر که می‌توانند آن را خریداری کنند، بپندارند».
بولز به پژوهش‌های انجام شده توسط ارنست فهر و دیگران مراجعه نموده و ادعا می‌نماید که مطالعات رفتاری که تأمین داوطلبانه کالاهای عمومی را مدل‌سازی می‌کنند، نشان می‌دهند که «یک بخش قابل‌ملاحظه بیشتر جمعیت‌ها از قواعد اخلاقی پیروی می‌نمایند، آماده اهدا به دیگران هستند و آن‌های را که معیارهای رفتار مناسب را نقض می‌کنند، حتی به قیمت هزینه خودشان، مجازات می‌کنند و هیچ گونه پاداش مادی انتظار ندارند». نقاشی دیواری دیه‌گو ریورا از کارگران کارخانه منتاژ فوردز ریور روگ، نشان دهنده این است که بر اساس نظریه بولز، سازمان‌ها «با متوسل شدن به انگیزش‌های تحسین-دیگران مانند اشتیاق برای انجام یک کار به بهترین شکل و یک حس تعاون دوجانبه در میان اعضای یک بنگاه» اعضای خود را انگیزش می‌دهند.
در بیشتر موارد، «مشوق‌ها باعث تضعیف انگیزه‌های اخلاقی می‌شوند» چون این مشوق‌ها «ممکن است یک مشکل تصمیم‌گیری را ساخته و سپس منفعت شخصی را به عنوان یک رفتار مناسب پیشنهاد نمایند». تنها بکارگیری اصطلاحات بازار اعمالی را توجیه می‌کنند که در غیر آن صورت غیرقابل توجیه هستند. ساختارهای اقتصادی جوامع ارزش‌های مختلفی به افراد می‌دهند. در یک بازی که افراد می‌توانستند تصمیم بگیرند تا چه اندازه از یک منبع عمومی («جنگل») استخراج نمایند، استخراجی که منفعت گروه را به حداکثر می‌رساند به مراتب نسبت به استخراجی که منفعت شخصی را به حداکثر می‌رساند، کم بود. هر گاه به بازیگران در یک بازی آموزش داده شود تا خودخواهانه عمل نمایند، حتی آن‌ها هنگام بازی کردن در یک بازی دیگر که فاقد این چنین انگیزه برای عملکرد خودخواهانه است، نیز به عملکرد خودخواهانه خود ادامه می‌دهند. در یک مدل «کنترل‌کننده» که طی آن افراد برای «استثمار بیش از حد» جریمه می‌شدند، رفتار آن‌ها کاملاً مبتنی بر منفعت شخصی آن‌ها بود. در یک جامعه، «اگر مشوق‌های مربوطه به افراد خودخواه این اجازه را بدهند تا افراد مشتاق حمایت از حقوق مدنی را استثمار نمایند، پس احتمال پیروی از افراد مدنی بسیار پایین خواهد بود». مطالعه‌ای از ۱۵ جامعه کوچک نشان می‌دهد که «افرادی منتسب به جوامع دارای بازار منسجم، دارای ذهن عادلانه تر بودند»، آن‌ها پیشنهادهای سخاوت‌مندانه‌تری پیشنهاد می‌کردند و ترجیح می‌دادند تا یک پیشکش غیرعادلانه را، حتی اگر هیچ چیزی در مقابل آن به‌دست نمی‌آوردند، رد نمایند. در این جوامع، «افراد در انجام مبادله‌های که به‌طور متقابل سودمند است با بیگانگان دخیل هستند که نشان دهنده مدل‌های موفق رفتار بود و باعث می‌شود تا سایر افراد از آن‌ها تقلید نمایند».

### نابرابری در مقابل موفقیت اقتصادی
بولز می‌پرسد که «چه رابطه‌ای میان نابرابری و موفقیت اقتصادی ملت‌ها، بنگاه‌ها و جوامع محلی وجود دارد؟» بولز و چند پژوهش‌گر دیگر در دانشگاه کالیفرنیا در برکلی، دو نظریه که بیشتر اقتصاددان از مدت‌های طولانی به آن باورمند هستند را به چالش کشیدند، یکی این‌که نابرابری با موفقیت اقتصادی یک ملت به‌طور دست به دست حرکت می‌کند و دوم این‌که کاهش نابرابری‌های اقتصادی، اثرگذاری را به‌طور اجتناب‌ناپذیر کاهش می‌دهد. به عنوان مثال، او نوشت که «کشورهای آسیای شرقی که دارای سطح نسبتاً هم‌سان توزیع درآمد هستند نسبت به کشورهای آمریکای لاتین که توزیع درآمد در آن‌ها کمتر برابر است، عملکرد به مراتب بهتری داشته‌اند. سرمایه‌گذاری در تغذیه، سلامت و آموزش کودکان فقیر نه تنها باعث ایجاد فرصت‌های اقتصادی بیشتر شده‌است، بلکه عملکرد اقتصادی بالاتری را نیز در پی داشته‌است. در واقع، نظریه در حال ظهور اقتصادی پیشنهاد می‌نماید که نابرابری ممکن است تأثیرات ناگوار داشته باشد، مشوق‌های مولد را بتی سازد و درگیری‌های پرهزینه میان فقیر و سرمایه‌دار را تشدید نماید».
بولز اظهار داشت که گفتمان سنتی میان مدل‌های ایده‌آل برابری که نقش مشوق‌ها را نادیده گرفتند و مدل‌های ایده‌آل بازار خصوصی که نابرابری را نادیده گرفتند، چند برابر شده‌است.
گروه برکلی چهار مسئله را مورد مطالعه قرار دادند:
1. نابرابری چه تأثیری بر همکاری در جوامع محلی دارد و چگونه بر محیط زیست محلی و سایر کالاهای عمومی مانند آب زراعتی، امنیت محله و سایر تسهیلات رهایشی، ماهی‌گیری، جنگلداری و چراگاه‌ها، تأثیر می‌گذارد؟
2. نابرابری چه تأثیری بر بازدهی و بهره‌وری فارم‌ها، بنگاه‌ها و سایر نهادها دارد و آیا راه‌های مدیریت موثرتری وجود دارد تا آن را ترویج کرد؟
3. تمایزهای اقتصادی در میان شهروندان چه تأثیری بر مذاکرات، سیاست‌گذاری و عملکرد اقتصادی در سطح ملی دارد؟
4. چه اصولی می‌تواند طراحی سیاست‌های مؤثر و از نظر سیاسی موفق را به سوی کاهش فقر و بهبود فرصت‌های اقتصادی برای زندگی نه چندان آسوده، هدایت کند.